# SN 2008ac
SN 2008ac – supernowa typu Ia odkryta 30 stycznia 2008 roku w galaktyce A115345+4825. W momencie odkrycia miała maksymalną jasność 17,60m.